# Reichenbacher FC
Maillots
Le Reichenbacher FC est un club allemand de football localisé dans la ville de Reichenbach im Vogtland dans la Saxe.

## Histoire
Le club actuel fut reconstitué sous le nom de SG Reichenbach après la Seconde Guerre mondiale sur les reliefs d’un cercle plus anciens, le 1. FC Reichenbach.
Comme toute la Saxe, la ville de Reichenbach se trouva alors en en zone soviétique, puis en RDA à partir de 1949.
Le club connut l’existence de cercles sportifs est-allemands et devint le BSG Einheit Reichenbach en 1951. En 1962, le cercle remporta la Bezirksliga Karl-Marx-Stadt et monta en II. DDR-Liga, à l'époque la Division 3 est-allemande. Après une belle 4e place lors de sa première saison, le club fut relégué (la II. DDR-Liga fut dissoute) et retourna en Bezirksliga qui redevenait lees niveau 3 de la Deutscher Fussball Verband (DFV), la fédération est-allemande.
En 1966, le club fut renommé SG Blau-Weiss Reichenbach.
Après la réunification allemande et son retour au sein de la DFB, le club redevint un organisme civil. Il joua dans la Berzirksliga Chemnitz (niveau 5).
En 1995, le SG Blau-Weiss Reichenbach fut renommé Reichenbacher FC.

## Palmarès
- Champion de la Bezirksliga Karl-Marx-Stadt: 1962